# فانتینگتون
فانتینگتون (به انگلیسی: Funtington) یک روستا و محله مدنی در بریتانیا است که در Chichester واقع شده‌است. فانتینگتون ۲۰٫۰۲ کیلومتر مربع مساحت و ۱٬۵۴۹٫ نفر جمعیت دارد.